# 10-ті до н. е.

## Події
- правління в Римській імперії імператора Октавіана Августа;
- 16 до н. е. Закладено амфітеатр в Трірі (Амфітеатр в Трірі — Augusta Treverorum);
- 15 до н. е. Засновано місто Augusta Vindelicorum, ставший табором легіонерів;
- 15 до н. е. Приєднання до Риму Реції і Норика;
- 12 до н. е. Друз Старший здійснює походи в Німеччину аж до Ельби — в результаті завойовані території між Ельбою і Рейном;
- 12 до н. е. — 9 до н. е. Створення провінції Германія;
- 10 до н. е. Друз Старший будує біля Бінгена дерев'яний міст через річку Нае (Nahe) відомий як міст Друзуса (Друзес Брюке — Drususbrücke);
- 10 до н. е. Початок завоювання римлянами областей Паннонії.
- Друга половина 10-х років — Октавіан направляє царя Понта Полемона на боротьбу зі Скрибонієм. Полемон здобуває перемогу, одружується на Динамії і стає царем Боспору. Початок боротьби Полемона з племенами, що населяли берега Меотиди.